# Древесноволокнистая плита

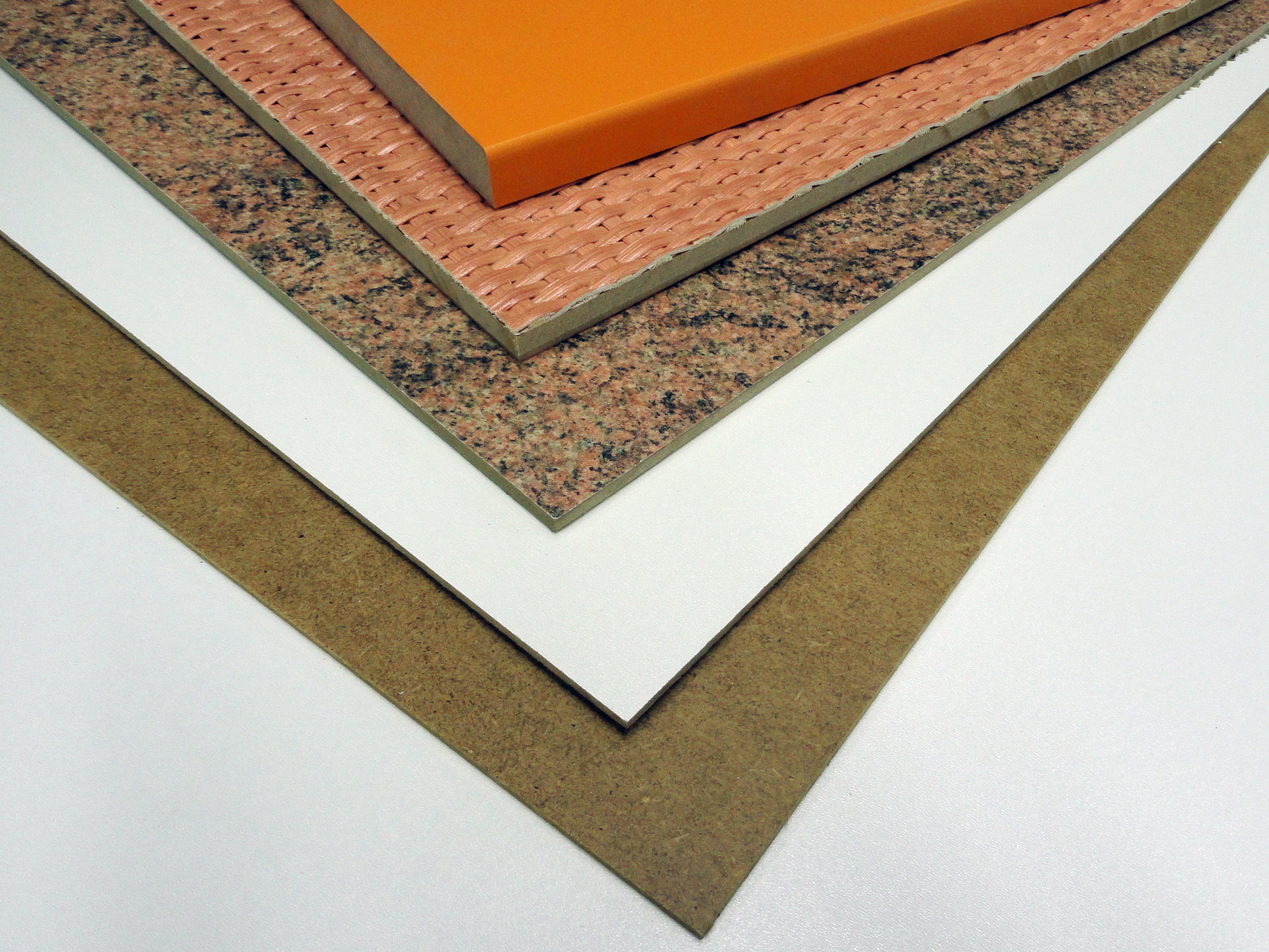
ДВП с различными покрытиями

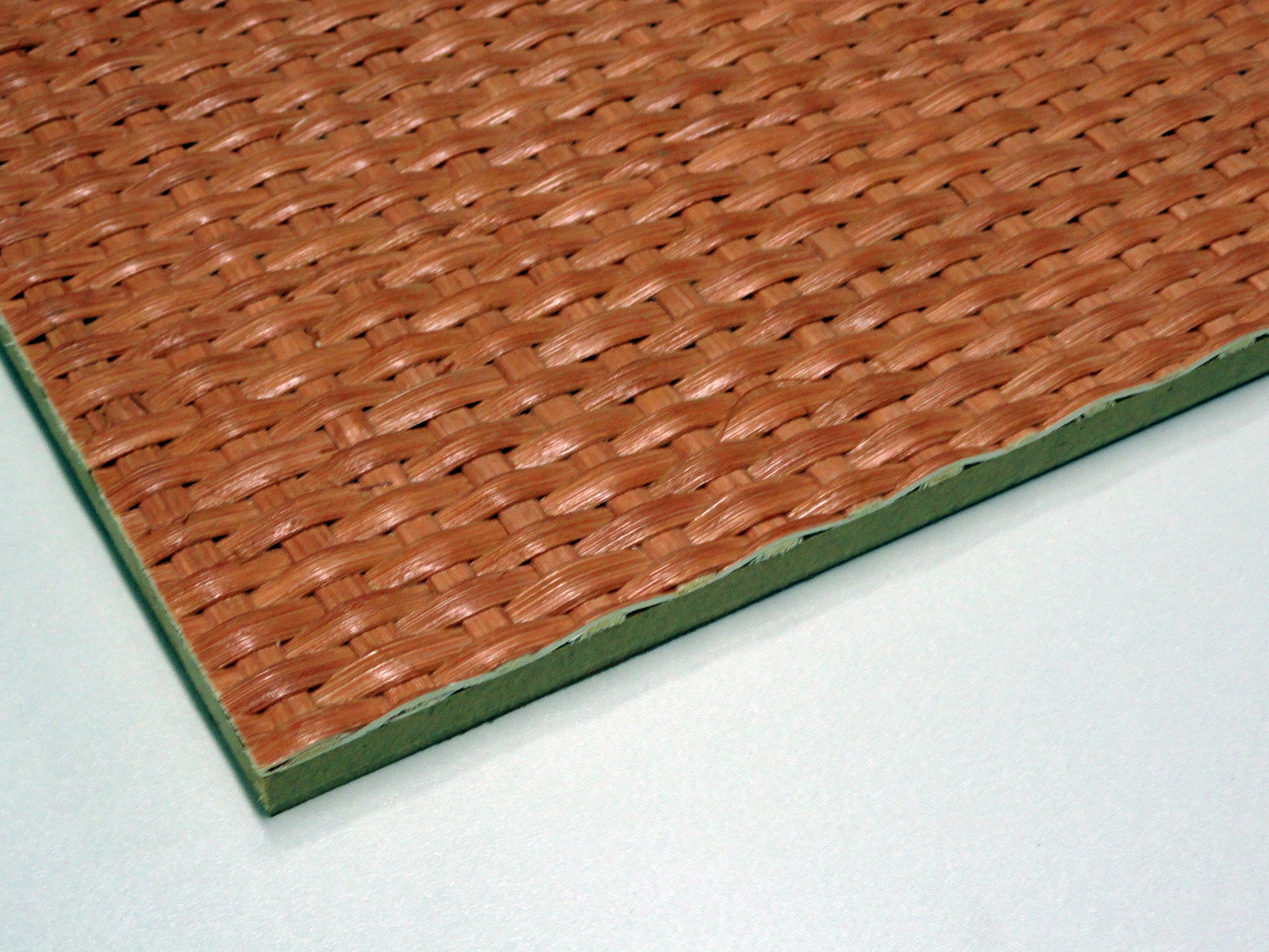
ДВП средней плотности (МДФ), облицованная ротангом

Древесноволокнистая плита (ДВП) — листовой материал, изготовленный путём горячего прессования или сушки ковра из древесных волокон. ДВП производятся, при необходимости, с использованием связующих клейких веществ и специальных добавок.
ДВП классифицируют по плотности, наличию добавок, способу прессования, типам поверхностей и лицевого слоя и их гладкости, типу связующего, био- и огнестойкости, типу структуры, области применения (для напольных покрытий, для стен).

## Другие названия ДВП
В торговых названиях для обозначения ДВП зачастую применяют кальки с английского, преподнося это как ДВП с улучшенными свойствами, либо как вовсе новый материал, не являющийся ДВП.
ЛДФ (англ. LDF аббревиатура англ. Low-density fiberboard) — ДВП низкой плотности. Иногда продавцами преподносится как ДВП с улучшенными свойствами, экологически чистая и прочее. Соответствует ДВП средней плотности (МДФ) и является разновидностью МДФ в том смысле, что имеет плотность в нижней области допустимых значений. В строгом смысле, в англоязычных странах, обозначение «LDF» относится даже не к ДВП низкой плотности, а к ДСтП низкой плотности.

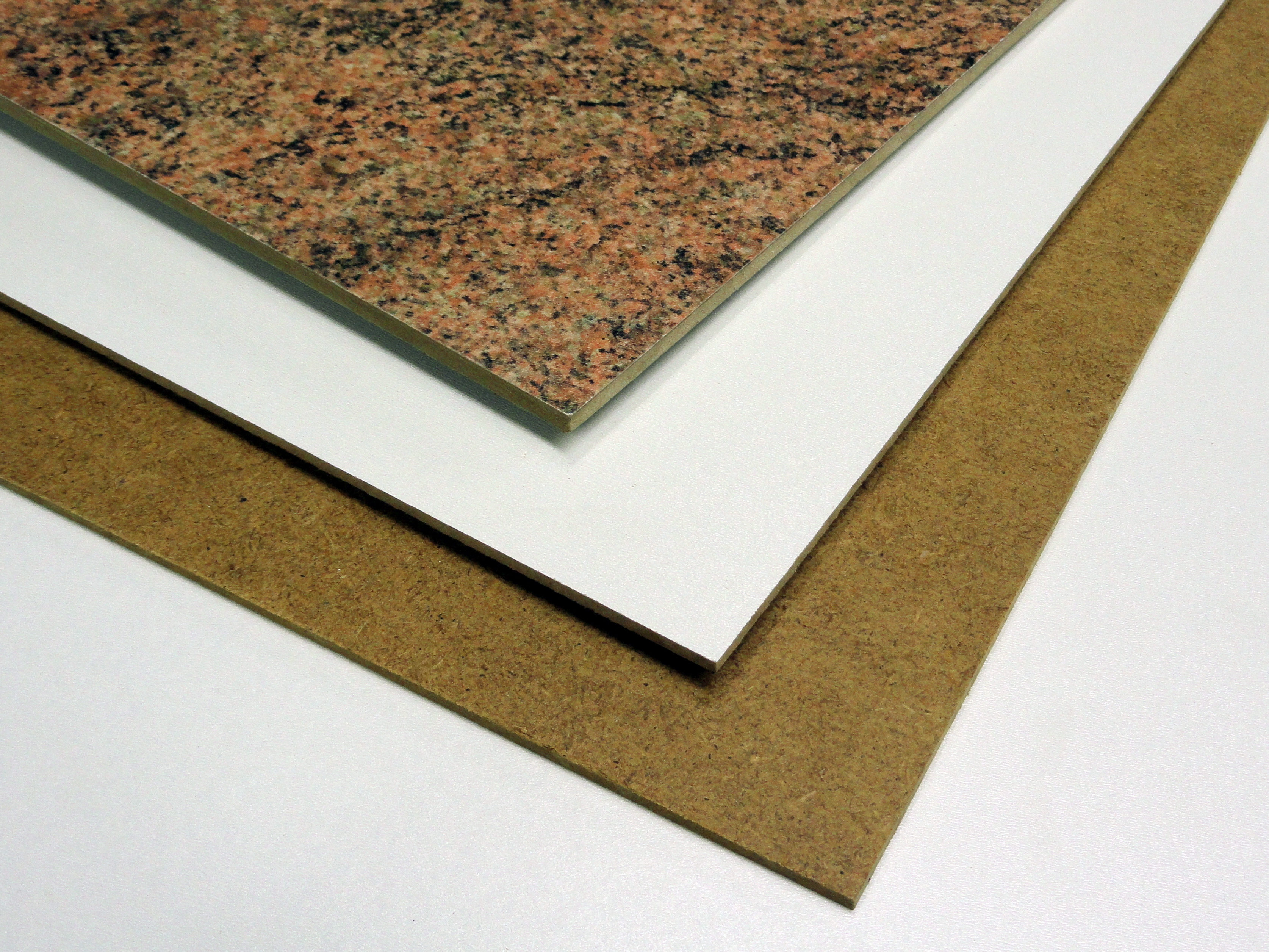
ДВП с облагороженной лицевой поверхностью и гладкой нелицевой стороной, так называемый «оргалит»

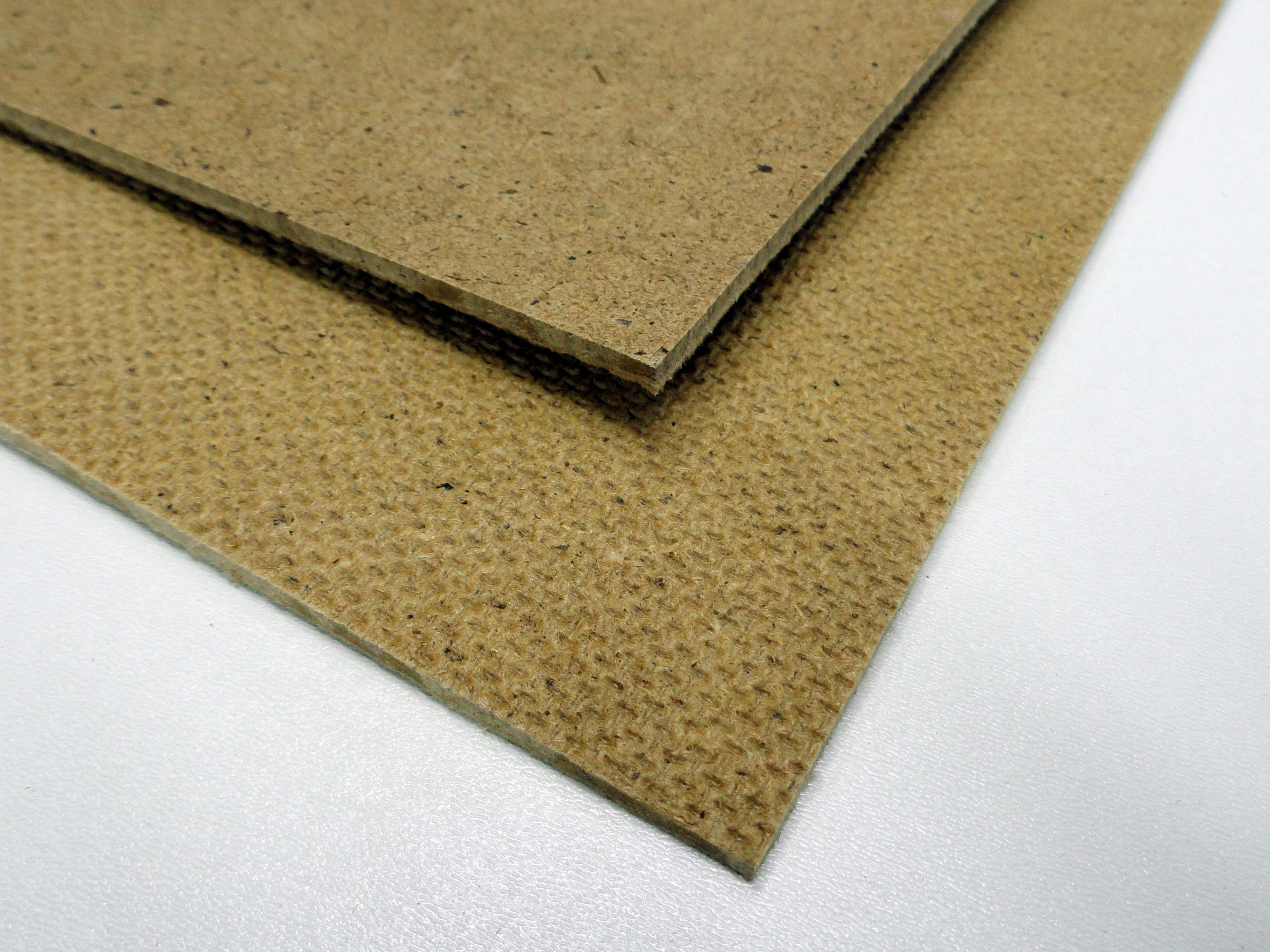
ДВП с сетчатой фактурой с нелицевой стороны, так называемый «мазонит»

МДФ (англ. MDF, англ. Medium-density fiberboard — древесно-волокнистая плита средней плотности) — МДФ высокой плотности сухого способа прессования — МДФ СП. Шлифованный с двух сторон МДФ часто используется при производстве меловых досок с применением грифельной краски. Такие меловые поверхности являются лучшими в своём классе, поскольку обладают лучшими эксплуатационными свойствами по сравнению с аналогами (меловые плёнки). 
ХДФ (англ. HDF, англ. High-density fiberboard — древесно-волокнистая плита высокой плотности) — ДВП высокой плотности сухого способа прессования— ДВП ВП. 
Мазонит — называемая так в англоязычных странах по имени Вильяма Мэйсона, изобретателя процесса изготовления — ДВП высокой плотности. Имеет характерную сетчатую фактуру на обратной стороне. В отличие от других плит, при производстве мазонита не используются содержащие формальдегиды клеящие вещества. Скрепление волокон происходит за счёт лигнина. В русском профессиональном жаргоне иногда называется «ДВП обычного качества с необлагороженными поверхностями» и «строительная ДВП». Широко применяется для производства наружных слоёв полотен межкомнатных дверей, в обиходе называющихся «мазонитовыми».
Оргалит — на профессиональном жаргоне так называют ДВП, имеющую декоративный слой — облицованную рулонным материалом (ламинированную ПВХ) или окрашенную (лаками, красками) сторону. Соответствует маркам твёрдой ДВП (ДВП высокой плотности).
Фибролит — обобщённое название плотных древесных материалов, изготовленных из смеси частиц древесины с портландцементом и химическими добавками. Иногда употребляется как синоним арболита.

## Классификация древесно-волокнистых плит
Различают ДВП общего и специального назначения. К общим относятся: плиты для использования в сухих условиях, в том числе в сухих условиях внутри помещений (для мебели). Специальными являются: плиты, несущие нагрузку в сухих и влажных условиях, биостойкие, трудносгораемые.
В зависимости от обработки поверхности различают плиты:
- с необлагороженными поверхностями, с необлагороженной лицевой поверхностью, с облагороженной лицевой поверхностью, с двухсторонним облагораживанием;
- односторонней гладкости, двухсторонней гладкости;
- нешлифованные, шлифованные;
- с облицованной или окрашенной поверхностью (иногда на сленге и в разг.называемые «оргалитом»):
  - облицованные — древесно-волокнистые плиты, у которых одна или обе пласти облицованы листовыми или рулонными отделочными материалами,
  - лакированные (окрашенные) — древесно-волокнистые плиты, у которых одна или обе пласти покрыты лакокрасочными материалами,
  - ламинированные — древесно-волокнистые плиты сухого способа производства, облицованные плёнками на основе термореактивных полимеров.

В зависимости от вида производства плиты подразделяют на:
- плоского периодического прессования, плиты плоского непрерывного прессования;
- мокрого способа производства, плиты сухого способа производства.

В зависимости от плотности, ДВП мокрого способа производства подразделяют на:
- мягкие марки плит, плотностью до 400 кг/м³: М-1, М-2 и М-3;
- полутвёрдые (пониженной плотности) марки плит, плотностью от 400 до 800 кг/м³: НТ;
- твёрдые марки плит плотностью свыше 800 кг/м³: Т, Т-С, Т-П, Т-СП, Т-В, Т-СВ;
  - Т — с необлагороженной лицевой поверхностью;
  - Т-С — с лицевым слоем из тонкодисперсной древесной массы;
  - Т-П — с подкрашенным лицевым слоем;
  - Т-СП — с подкрашенным лицевым слоем из тонкодисперсной древесной массы;
  - Т-В — с необлагороженной лицевой поверхностью и повышенной водостойкостью;
  - Т-СВ — с лицевым слоем из тонкодисперсной древесной массы и повышенной водостойкостью;
- сверхтвёрдые марки плит — твердые древесно-волокнистые плиты, дополнительно упрочнённые специальной обработкой: СТ, СТ-С;
  - СТ — повышенной прочности (сверхтвёрдые) с необлагороженной лицевой поверхностью;
  - СТ-С — повышенной прочности (сверхтвёрдые) с лицевым слоем из тонкодисперсной древесной массы.

В зависимости от плотности, ДВП сухого способа производства подразделяют на: плиты средней плотности (ДВП СП или «МДФ»); плиты высокой плотности (ДВП ВП или «ХДФ»).
В зависимости от содержания (выделения) формальдегида подразделяют на: плиты класса эмиссии формальдегида Е0,5; Е1; Е2.

## Производство

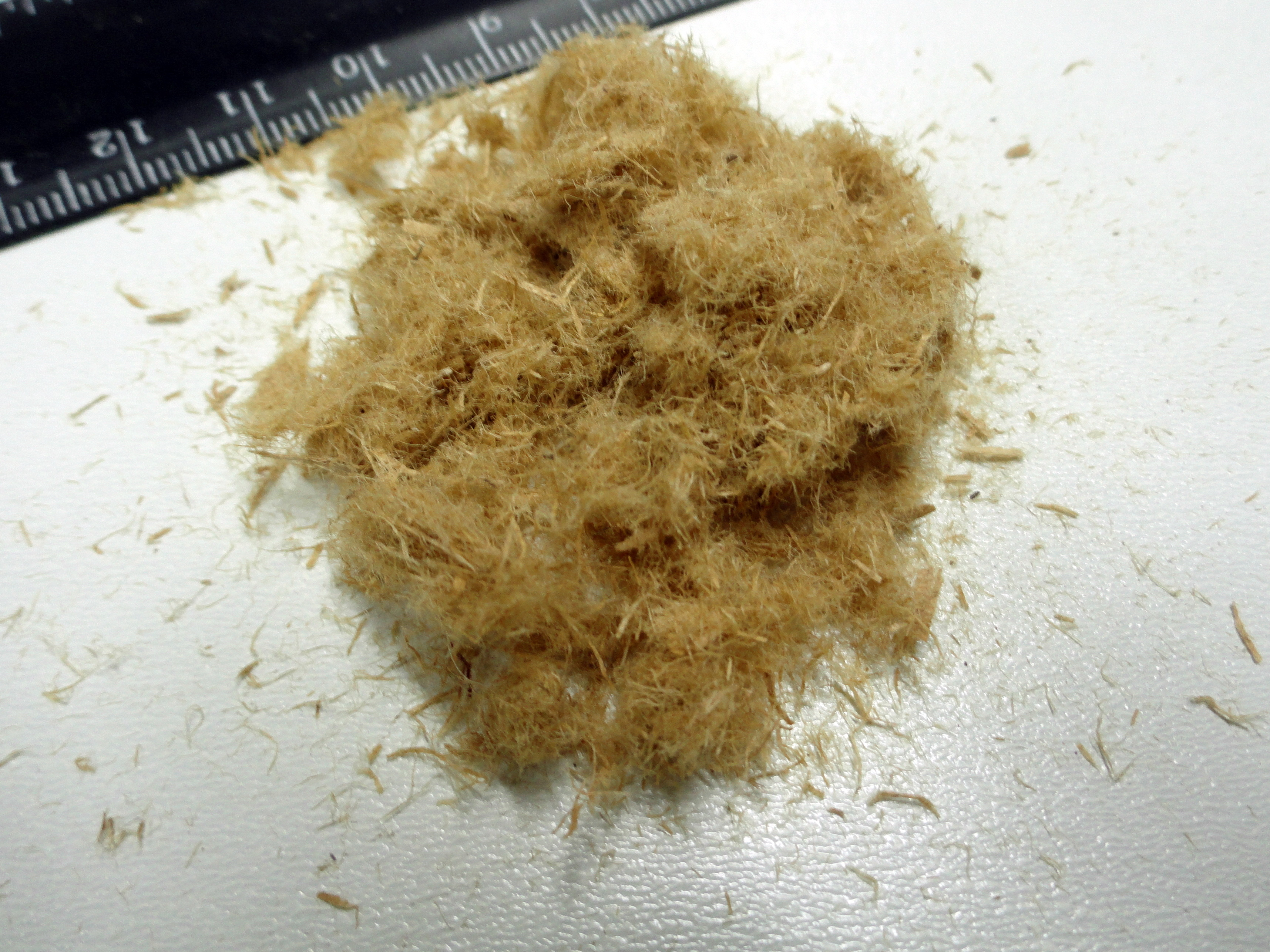
Древесное волокно

### Сырьё
Сырьём для производства ДВП служат переработанные в древесное волокно при помощи дефибраторов древесная щепа, дроблёнка, костра растений. В древесную массу добавляют гидрофобизаторы: парафин, канифоль (повышает влагостойкость). Для повышения физико-механических свойств в композит вводят синтетические смолы (количество смолы варьируется от 4 % до 8 %, в зависимости от соотношения хвойных-лиственных волокон). При производстве мягких плит связующее может не применяться ввиду проявляющихся при высоких температурах клеящих свойств лигнина, который есть в составе самих древесных волокон. Также применяются специальные добавки, такие как антипирены, антисептики. Для производства сверхтвёрдых древесно-волокнистых плит (марка СТ) применяют пропитку, являющуюся побочным продуктом переработки таллового масла — пектолом. Прочность плит при этом возрастает на 20—30 %.

## Применение

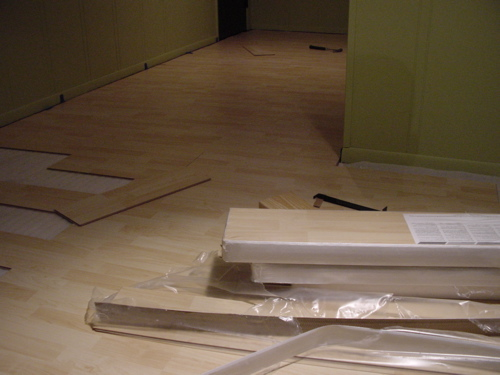
Строительный материал на основе ДВП — ламинированное напольное покрытие.

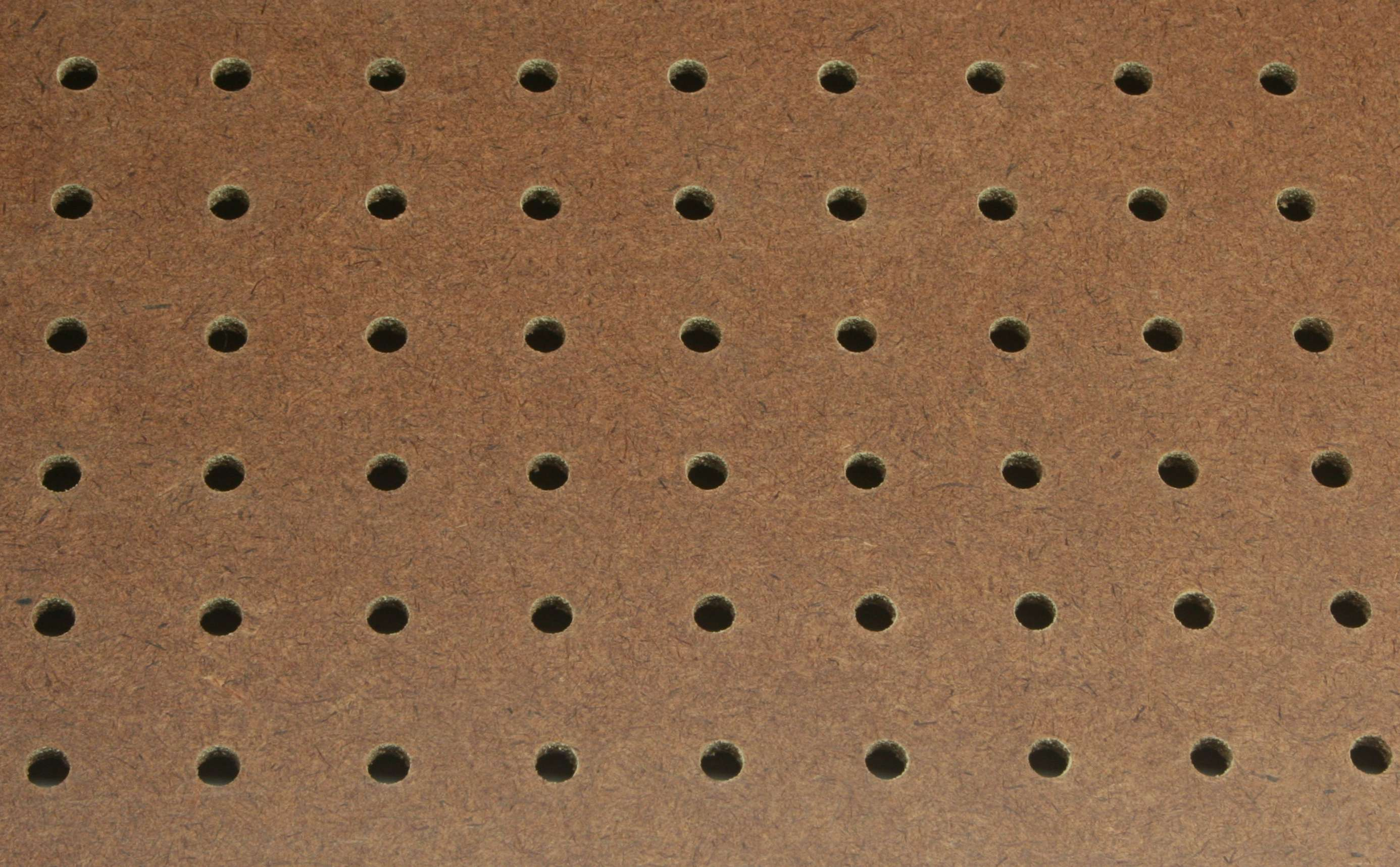
Перфорированная ДВП-Т

Применяется в строительстве, вагоностроении, в производстве мебели, столярных и других изделий и конструкций, защищённых от увлажнения, а также при производстве тары; как основа для картин в масляной живописи.

### Материалы на основе ДВП
- ламинированные напольные покрытия (так называемый «ламинат», «ламинатный пол») — строительный материал, изготовленный из ДВП сухого способа производства или плит моноструктурных, облицованных плёнками на основе термореактивных полимеров.
- панели декоративные для стен — строительный материал, изготовленный из ДВП моноструктурных или сухого способа производства высокой плотности (от 800 до 950 кг/м³) с профилированными боковыми кромками и облицованные с одной стороны декоративной бумагой.
- плита древесная моноструктурная — древесно-волокнистая плита средней плотности (600—800) кг/м3, изготовленная сухим способом производства из древесных волокон, смешанных со связующим. Имеет единую мелкофракционную структуру по всей толщине и позволяет делать глубокое фрезерование с качественной поверхностью фрезеруемого профиля. Используется в производстве фрезерованных мебельных фасадов.